# По версии Барни
«По версии Барни» (англ. Barney's Version) — канадский комедийно-драматический фильм 2010 года режиссёра Ричарда Дж. Льюиса. Экранизация одноимённого романа Мордехая Рихлера. Премьера картины состоялась 10 сентября 2010 года на 67-м Венецианском кинофестивале, где она участвовала в конкурсной программе и претендовала на премию «Золотой лев». Главную роль Барни Панофски исполнил Пол Джаматти. Во второстепенных ролях снялись Розамунд Пайк, Минни Драйвер, Дастин Хоффман, Рашель Лефевр и Скотт Спидмен.
Фильм был положительно воспринят большинством мировых кинокритиков. Джаматти получил премию «Золотой глобус» за лучшую мужскую роль; фильм также номинировался на «Оскар» за лучший грим.

## Сюжет
В открывающей сцене Барни Панофски (Пол Джаматти) набирает номер телефона некоего Блэра (Брюс Гринвуд), чтобы тот позвал жену Барни к телефону. Блэр отказывается, и Барни кладёт трубку. На следующее утро его дочь сообщает ему, что ночью у Блэра был сердечный приступ. Панофски отправляется на работу — съёмочную площадку телесериала «Мэлли с севера», продюсером которого он выступает уже несколько десятков лет. После окончания рабочего дня Барни едет в бар и встречает там детектива О’Хирна (Марк Эдди), который требует от него признания в чьём-то убийстве.
В 1974 году Барни живёт в Риме, (Италия) и проводит время со своим лучшим другом Бугги (Скотт Спидмен). Он женится на психически неуравновешенной и неверной Кларе Чарнофски (Рашель Лефевр), которая заявляет, что беременна от него. Ребёнок рождается мёртвым, а отцом оказывается не Барни, а его близкий друг Седрик (Клё Беннетт). Барни требует развода. Клара кончает жизнь самоубийством, а опустошенный Барни решает вернуться домой в Монреаль (Канада).
Спустя год на вечеринке Барни встречает девушку из богатой еврейской семьи, которая становится его второй женой (Минни Драйвер). Во время свадебной церемонии отец Барни Изя (Дастин Хоффман) в качестве подарка презентует сыну револьвер, которым пользовался на службе в полиции. На праздновании Барни знакомится с Мириам Грант (Розамунд Пайк), дальней родственницей его второй жены, и после окончания разговора осознаёт, что первый раз в жизни по-настоящему влюбился. Он догоняет девушку, однако та говорит, что об их отношениях не может быть и речи, ведь Барни только что женился. Несмотря на  полученный отказ, Барни продолжает преследовать Мириам и постоянно посылает ей цветы и подарки. 
Однажды он забирает Бугги, который проходил курс детоксикации, и привозит его в свой загородный дом у озера. В конце концов Барни застает Бугги в постели со своей женой.  и закатывает скандал, после которого жена объявляет о разводе. Пьяный Бугги заявляет другу, что спал с его первой женой, и будет спать с третьей. Дойдя до причала, Панофски в гневе стреляет из револьвера в воздух, после целится в Бугги, но спотыкается, случайно нажимает на курок и теряет сознание, а Бугги падает в озеро.
Барни вызывает полицию и заявляет детективу О’Хирну, что Бугги пропал. Детектив, в свою очередь, не верит подозреваемому, поскольку из его револьвера дважды стреляли. Детектив пытается силой выбить из Барни признание, пока не вмешивается отец Барни Изя. Полиция покидает дом, не выдвинув никаких обвинений из-за отсутствия трупа. 
Панофски получает бумаги о разводе, и приглашает Мириам на свидание. Он отправляется в Нью-Йорк на встречу с ней и завязывает отношения. Пара женится, у них рождается двое детей, а Барни получает работу продюсера телевизионного сериала. Барни и Мириам живут счастливо, пока во время очередного отпуска в доме у озера Барни не встречает Блэра (Брюс Гринвуд), работающего на джазовой радиостанции. К недовольству Барни между Блэром и Мириам сразу же возникает платоническая связь.
После того как Майкл, сын Барни и Мириам, покидает семейный дом и уезжает учиться в Нью-Йорк, Мириам сообщает Барни о своем намерении вернуться на работу. Он пытается отговорить её, но она упорствует и при поддержке Блэра становится ведущей радиостанции. Барни пропускает её первое интервью в прямом эфире, поскольку был пьян и смотрел хоккей. Он также ведёт себя грубо и пренебрежительно по отношению к коллегам Мириам. Изя умирает в борделе во время секса с проституткой; Барни смеётся и рыдает над его трупом, называя отца «королём». 
Мириам хранит верность Барни, но в конце концов неадекватное поведение мужа приводит к тому, что она неделю уезжает в Нью-Йорк, чтобы проведать сына. В отсутствие Мириам Барни напивается в баре и занимается сексом с бывшей актрисой из своего телесериала. Барни рассказывает Мириам о своей измене, и они разводятся. Мириам выходит замуж за Блэра.
Барни, который ранее дважды забывал, где он оставил свою машину, начинает демонстрировать признаки временной потери памяти. Мириам встречается с Барни за обедом в любимом ресторане и предлагает дружескую помощь. Когда она возвращается из туалета, оказывается, что Барни уже расплатился за обед, но забыл на столе бумажник. Мириам приходит к нему домой и понимает, что Барни забыл о том, что они развелись. Он разговаривает с ней так, как много лет назад, полагая, что они всё ещё женаты и что их дети совсем маленькие.
На горе рядом с озером полиция находит останки Бугги, пропавшего 30 лет назад. Патологоанатом устанавливает, что смерть наступила в результате падения с большой высоты. Дети ухаживают за Барни в доме у озера и видят, как пожарный самолёт забирает воду из озера и сбрасывает её на пожар, бушующий на склоне горы, намекая на то, что могло случиться с Бугги. В финальной сцене Мириам посещает могилу Барни и, следуя еврейской традиции, кладёт камень на надгробие с его именем.

## В ролях

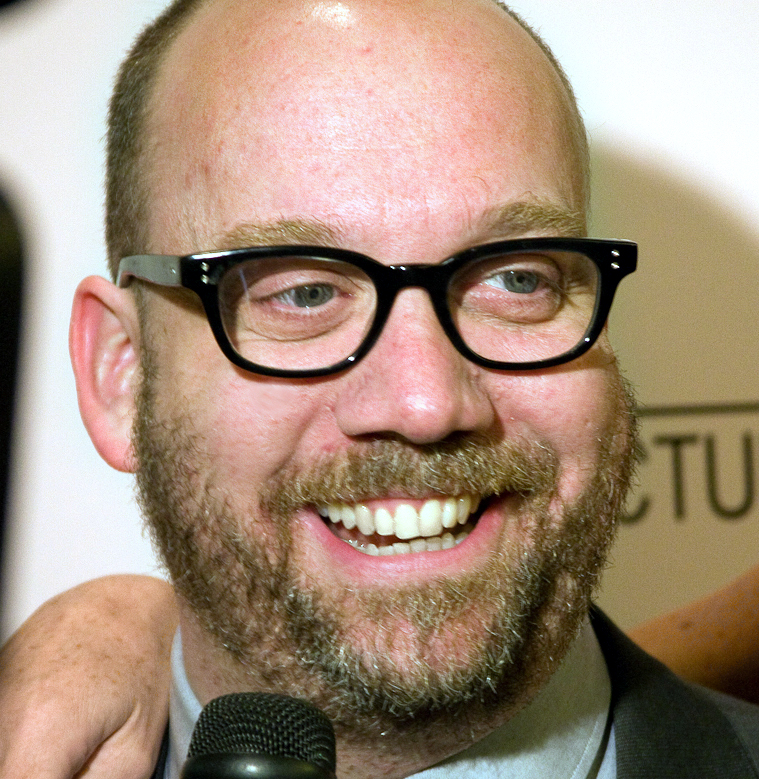
Пол Джаматти на премьере фильма, Нью-Йорк, январь 2011

| Актёр          | Роль                      |
| -------------- | ------------------------- |
| Пол Джаматти   | Барни Панофски            |
| Дастин Хоффман | Израиль «Изя» Панофски    |
| Розамунд Пайк  | Мириам Грант              |
| Скотт Спидман  | Бернард «Бугги» Московитч |
| Минни Драйвер  | вторая жена Барни         |
| Брюс Гринвуд   | Блэр                      |
| Рашель Лефевр  | Клара Чарнофски           |
| Джейк Хоффман  | Майкл Панофски            |
| Марк Эдди      | детектив О'Хирн           |
| Харви Аткин    | отец второй жены          |
| Клё Беннетт    | Седрик                    |
| Дени Аркан     | Метрдотель                |

## Критика
Фильм был положительно воспринят большинством мировых кинокритиков, которые, по большей части, отмечали мощные актёрские работы Пола Джаматти и Дастина Хоффмана. Общий рейтинг на сайте Rotten Tomatoes составляет 80 %, оценка зрителей на сайте IMDB — 7.3. Многие киноаналитики прочили Джаматти очередную номинацию на премию «Оскар», однако актёр не вошёл в шорт-лист.
- «Фильм, прямо как ваша жизнь, наиболее припадает к душе прямо тогда, когда не знаешь, что произойдёт далее» (Рэйфер Газман, Newsday[4])
- «Крайне интересная, и, возможно, наиболее точная киноадаптация Рихлера на сегодняшний день» (Майкл Рехтшаффен, The Hollywood Reporter[5])
- «Фильм занимает некоторое время для разогрева, однако „По версии Барни“ — это замечательный фильм, который оставит вас размышлять о своей жизни» (Мэттью Туми, ABC Radio Brisbane[6]

## Награды и номинации
| Награда                                | Дата вручения   | Категория                                | Номинанты и получатели  | Результат | П.     |
| -------------------------------------- | --------------- | ---------------------------------------- | ----------------------- | --------- | ------ |
| Оскар                                  | 27 февраля 2011 | Лучший грим и причёски                   | Эдриен Морот            | Номинация | [ 7 ]  |
| Золотой глобус                         | 16 января 2011  | Лучший актёр — комедия или мюзикл        | Пол Джаматти            | Победа    | [ 8 ]  |
| Премия Лондонского кружка кинокритиков | 10 февраля 2011 | Лучшая британская актриса                | Розамунд Пайк           | Номинация | [ 9 ]  |
| Премия Лондонского кружка кинокритиков | 10 февраля 2011 | Лучшая британская актриса второго плана  | Минни Драйвер           | Номинация | [ 9 ]  |
| Премия «Спутник»                       | 19 декабря 2010 | Лучшая актриса второго плана — кинофильм | Розамунд Пайк           | Номинация | [ 10 ] |
| «Джини»                                | 10 марта 2011   | Лучший фильм                             | По версии Барни         | Номинация | [ 11 ] |
| «Джини»                                | 10 марта 2011   | Лучший актёр                             | Пол Джаматти            | Победа    | [ 11 ] |
| «Джини»                                | 10 марта 2011   | лучшая актриса                           | Розамунд Пайк           | Номинация | [ 11 ] |
| «Джини»                                | 10 марта 2011   | Лучший актёр второго плана               | Дастин Хоффман          | Победа    | [ 11 ] |
| «Джини»                                | 10 марта 2011   | Лучшая актриса второго плана             | Минни Драйвер           | Победа    | [ 11 ] |
| «Джини»                                | 10 марта 2011   | Лучший режиссёр                          | Ричард Дж. Льюис        | Номинация | [ 11 ] |
| «Джини»                                | 10 марта 2011   | Лучшая работа художника-постановщика     | Клод Паре, Элис де Блуа | Победа    | [ 11 ] |
| «Джини»                                | 10 марта 2011   | Лучший дизайн костюмов                   | Николетта Массоне       | Победа    | [ 11 ] |
| «Джини»                                | 10 марта 2011   | Лучший сценарий                          | Майкл Конив             | Номинация | [ 11 ] |
| «Джини»                                | 10 марта 2011   | Лучшая музыка                            | Паскуале Каталано       | Победа    | [ 11 ] |